# 南光院丁
南光院丁（なんこういんちょう）は、現在の宮城県仙台市青葉区一番町に当たる地域にあった町名である。東一番丁と東二番丁、大町と南町通に囲まれる位置にあった。仙台城の城下町で南光院丁は侍の町だった。大町に本山修験派の南光院があったことが名称の由来である。
南光院丁は町名としてはなくなったが、道路の名称として存続している。仙台市の歴史的町名等活用推進事業により、東一番丁通りと東二番丁通りの間にある南北道路のうち、アーケード商店街のマーブルロードおおまち（中央通り）から南町通までの区間が南光院丁通りと決められている。市道の路線名としては仙台市道南光院丁線で、路線番号は1234。
2005年（平成17年）、アーケード街において2件の車両暴走事件が起きた。2件目の事件では、南光院丁通りが車両の突入口となった（仙台アーケード街トラック暴走事件#模倣犯）。これらの事件によりアーケード街へ車が進入が出来ないようにする措置が取られた。南光院丁通りの北端は袋小路とされ、車両は中央通りを横切れなくなった。